# Romantická láska
Romantická láska je podle moderní definice pocit lásky nebo intenzivní touha po jiné osobě, což je zároveň doprovázeno námluvami. Romantická láska obecně zahrnuje směs emocionální a sexuální touhy, na rozdíl od platonické lásky.

## Romantická láska ve středověku
Ve středověku byl milostný poměr opěvován jako vyšší forma lásky, ale existovalo mezi elitami přesvědčení, že manželství a romantická láska – včetně erotické touhy – jsou dvě odlišné věci.
Kult dvorské lásky je tou nejpravější láskou, kterou lze nalézt pouze mimo manželství. 
Stephanie Coontz, Manželství, historie: Jak láska ovládla manželství
Proto prvním pravidlem spisku z 12. století De amore od Andrea Cappellana bylo „manželství není výmluvou pro to nemilovat.“

## Romantická láska v křesťanství
Tajemství lásky mezi mužem a ženou bylo Církví přehlížen a první křesťanský myslitel, kdo se touto tematikou začal zabývat, byl Vladimir Solovjov, který měl odvahu tvrdit a napsat, že pohlavní láska má smysl mimo požadavek trvání lidského druhu.

## Psychologické koncepce romantické lásky
Podle trojúhelníkové teorie lásky Roberta Sternberga je romantická láska druhem lásky obsahujícím vysokou úroveň intimity a vášně bez náznaku plánů do budoucna. Tento typ lásky je dle Roberta Sternberga naplněný vzájemnou touhou, vášní a přitažlivostí.